# Castilleja puberula
Castilleja puberula är en snyltrotsväxtart som beskrevs av Per Axel Rydberg. Castilleja puberula ingår i släktet målarborstar, och familjen snyltrotsväxter. Inga underarter finns listade i Catalogue of Life.